# Mirandesa

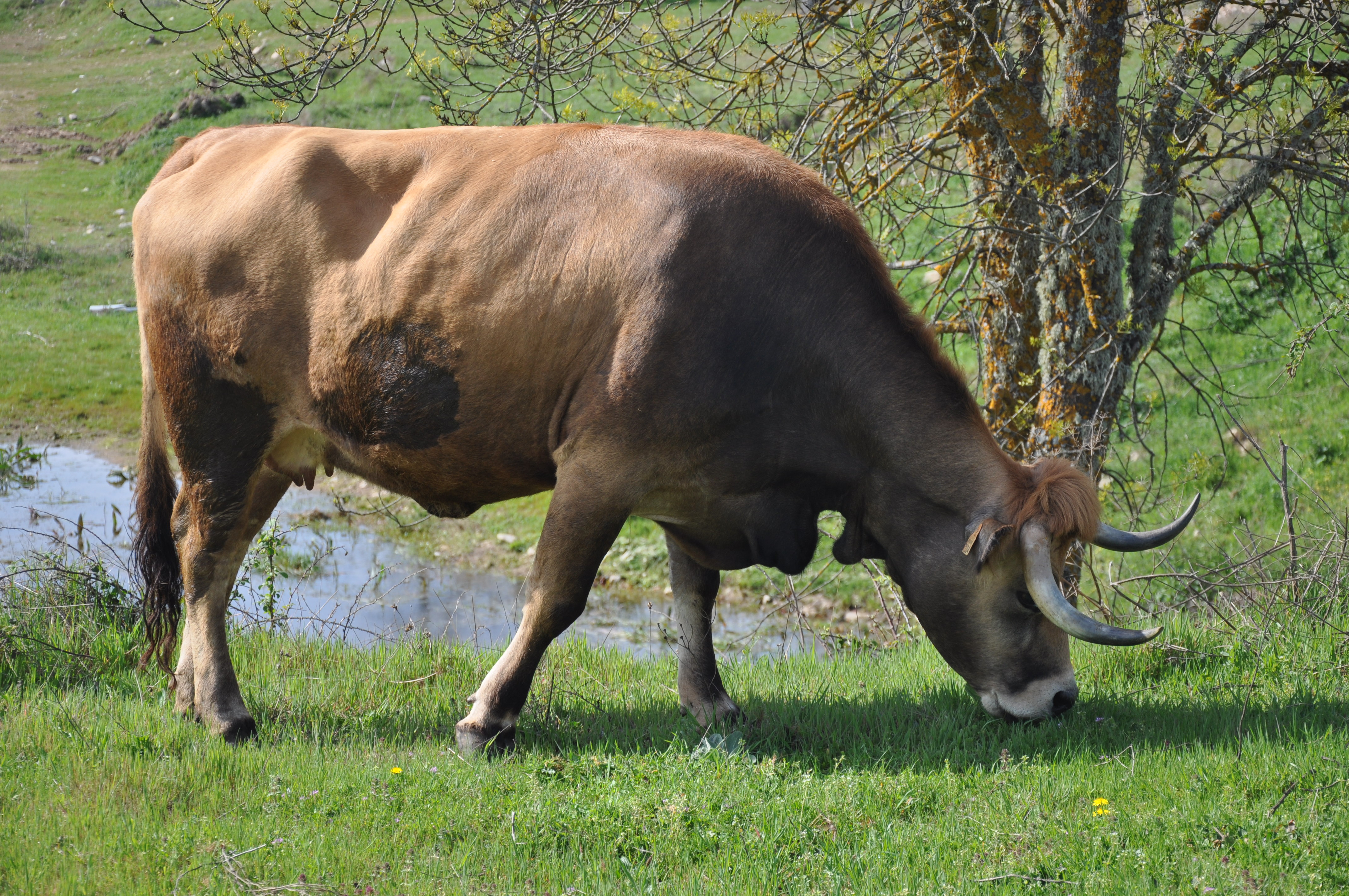
Een grazende Mirandesa-koe de gemeente Duas Igrejas, Miranda do Douro in Portugal

De Mirandesa is een runderras dat van oorsprong uit de Portugese regio Miranda do Douro komt. Het ras wordt voornamelijk gefokt voor vlees. Tegenwoordig leven deze runderen vooral in het district Bragança.